# Święta Anna (malowidło z Faras)

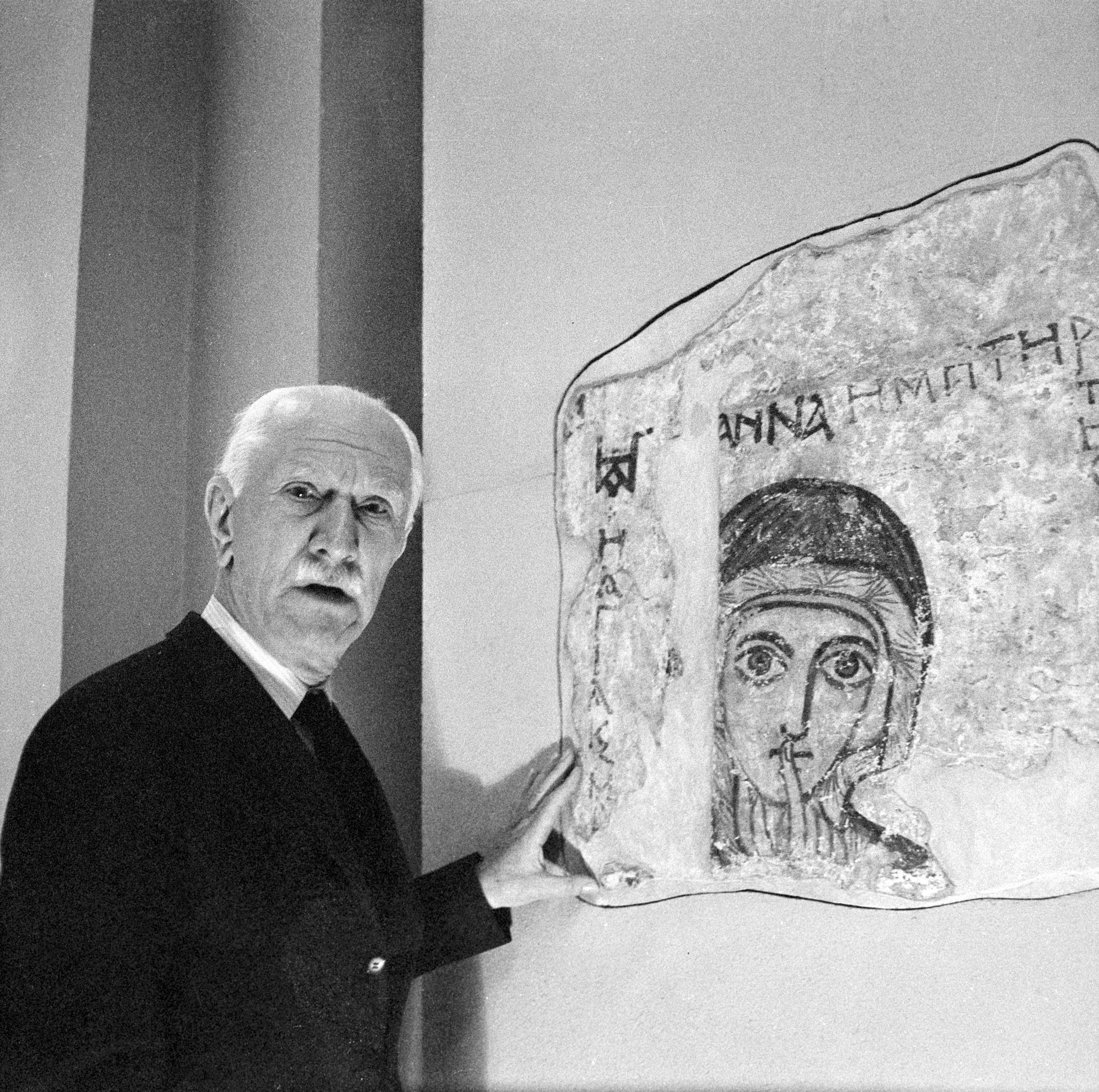
Prof. Kazimierz Michałowski i malowidło św. Anny w Muzeum Narodowym w Warszawie, koniec lat 60. XX wieku, fot. Harry Weinberg

Święta Anna – nubijskie malowidło ścienne datowane na okres od VIII do I połowy IX wieku, wykonane temperą na tynku mułowym w technice al secco. Anonimowe dzieło odnaleziono w katedrze w Faras na terenie dawnej Nubii w dzisiejszym Sudanie. 
Malowidło zostało odkryte przez polski zespół archeologów w czasie jednej z kampanii archeologicznych prowadzonych w latach 60. XX wieku pod patronatem UNESCO (tzw. Kampanii Nubijskiej lub Akcji Nubijskiej) podczas prac prowadzonych w Faras. Od 1964 roku znajduje się w zbiorach Muzeum Narodowego w Warszawie. Jest eksponowane w Sali VI Galerii Faras im. Profesora Kazimierza Michałowskiego. 
Wizerunek świętej Anny z Faras wykorzystywano jako logo Muzeum Narodowego w Warszawie.

## Dzieło w pierwotnym miejscu
Malowidło z wizerunkiem świętej Anny znajdowało się in situ na północnej ścianie nawy północnej na wysokości 3 metrów od poziomu posadzki. Znajdowało się ono na pierwszym tynku i przykryte było drugą jego warstwą z kompozycją Królowej Marthy. Nawa północna w katedrze w Faras mogła być przeznaczona dla kobiet. Wizerunek świętej Anny nie był jedynym prezentowanym tam wizerunkiem kobiety – widniały tam również przedstawienia fundatorek, świętych niewiast, królowych, męczennic, matek i uzdrowicielek. Wiele z nich najpewniej służyło pobożności prywatnej.

## Ikonografia przedstawienia
Święta Anna jest malowidłem zachowanym fragmentarycznie, przedstawia głowę i fragment ramion świętej, widoczna jest również górna część prawej dłoni trzymanej przy ustach. Być może święta Anna przedstawiona była w całej postaci – stojąca lub tronująca. 

### Opis wizerunku świętej
Według K. Michałowskiego postać ubrana jest w purpurowy maforion, czyli rodzaj płaszcza z kapturem. Fałdy kaptura maforionu oznaczono czarnymi kreskami. Kaptur jest wewnątrz jasnożółty, pokryty jasnofioletowymi fałdami. Czepiec Anny ukazano jako żółty woal między kapturem a twarzą. Twarz świętej jest podłużna, nos długi i prosty, cieniowany z prawej fioletową kreską, która schodzi od łuków brwi. Koniec nosa został zaznaczony czarną, zakrzywioną linią. Podkreślone ciemnofioletowym konturem kąciki ust świętej opadają ku dołowi. Szeroko rozwarte oczy mają duże, czarne źrenice otoczone purpurową i czarną kreską. Dolne powieki wykonano jasnofioletową farbą, górne – ciemnofioletową. Pierwotnie brwi namalowano jasnym fioletem, a następnie pociągnięto je czarną farbą, co dało efekt ciemnej purpury. W tle głowy brakuje nimbu, który występuje zazwyczaj w przedstawieniach świętych. Ręka Anny ma długie, wąskie palce wykonane z pomocą jasnożółtej farby i otoczone konturem w kolorze fioletowym. Prawa dłoń świętej podtrzymuje jej podbródek, a palec wskazujący z zaznaczonym paznokciem położony jest na ustach.

### Źródła literackie a ikonografia świętej Anny
Źródła kanoniczne nie wspominają o świętej Annie. Postać ta pojawia się natomiast w Protoewangelii Jakuba – apokryfie z końca II lub początku III wieku napisanym w języku greckim, przełożonym na wiele języków zarówno na Wschodzie, jak i Zachodzie, a także w Ewangelii Pseudo-Mateusza i innych źródłach apokryficznych. W apokryfach tych opisywane są wydarzenia związane z narodzinami i dzieciństwem Matki Boskiej, wzorowane na Starym Testamencie, gdzie narodziny patriarchów biblijnych przedstawiano jako skutek Boskiego działania poprzez przezwyciężenie kobiecej bezpłodności. Święta Anna i jej małżonek, święty Joachim, pobożny Żyd z rodu Dawida, nie mieli potomków, co w ówczesnym społeczeństwie żydowskim uważano za hańbę. Dzięki modlitwom i wierze w interwencję Boską Anna w podeszłym wieku poczęła i urodziła córkę, która później została matką Jezusa Chrystusa. Annę i Joachima w późniejszej tradycji nazywano Theopatores, czyli Przodkami Boga. Tradycja znana również na terenach Egiptu umiejscawiała narodziny Marii w Betlejem uważanym za miejscowość pochodzenia św. Anny.  

## Kult świętej Anny w Nubii
Przypuszcza się, że kult świętej Anny był żywy w dawnej Nubii. Przede wszystkim wiązał się z faktem, iż Anna była matką Marii, a zatem przodkinią Jezusa Chrystusa. B. Mierzejewska twierdzi, że Nubijki ze względu na cudowne poczęcie córki przez świętą modliły się do niej z nadzieją na jej wstawiennictwo i wysłuchanie. Prośby mogły dotyczyć potomstwa, pomyślnego rozwiązania oraz zdrowia i życia własnego i swych dzieci. 

### Inne wizerunki świętej Anny na terenie Nubii

#### Drugi wizerunek świętej Anny w katedrze w Faras
O istnieniu kultu matki Marii świadczyć może umieszczenie jej wizerunku na drugiej warstwie tynku w tej samej nawie. To drugie malowidło jest późniejsze i przedstawia świętą tronującą z małą Marią na kolanach, być może w pozycji karmienia dziecka piersią. Zachowany fragment malowidła – zaplecka tronu oraz legenda określająca przedstawioną postać – znajduje się w Narodowym Muzeum Sudanu w Chartumie. 

#### Wizerunek świętej Anny w kościele w Abdallah Nirki
Wizerunek świętej Anny odkryto również w kościele w Abdallah Nirki w pobliżu Faras. Jej postać przedstawiono tam w pozycji stojącej. Malowidło znajdowało się w północnej nawie miejscowego kościoła.

## Symbolika gestu świętej na malowidle
Święta Anna z Faras to jedyne znane przedstawienie tej świętej w geście z palcem położonym na ustach. Istnieje kilka interpretacji symboliki tego gestu. Może on być nakazem zachowania ciszy i milczenia. Także nawiązaniem do "ciszy Bożej", w której miały według świętego Ignacego Antiocheńskiego dokonać się trzy tajemnice związane z osobą Marii: cudowne poczęcie, dziewictwo i zrodzenie przez nią Mesjasza.  Inna teoria mówi o tym, że gest wskazuje na modlitwę, w której pogrążona jest święta. W egipskim klasztorze w Bawit w podobnym geście ukazano mnichów recytujących psalmy. W egipskich i palestyńskich środowiskach monastycznych oraz w niektórych sektach heretyckich istniał również zwyczaj odmawiania modlitw półgłosem z palcem wskazującym prawej ręki na ustach. Wierzono, że palec ten chroni człowieka przed złymi mocami, które próbują zawładnąć jego sercem podczas modlitwy.

## Inskrypcja na malowidle
Na malowidle znajduje się inskrypcja. W obu registrach pionowych brakuje zakończeń. Według S. Jakobielskiego treść napisu to: Święta Anna, matka Bogurodzicy. Święta i... Proponuje on dwie możliwości zakończenia tego napisu: Święta i Maria lub Święta i rodzicielka Marii, przy czym druga propozycja jest zgodna z zasadą czytania lewego pionowego registru tekstu przed pozostałymi linijkami. Jedno ze słów inskrypcji wyrażono monogramem zgodnym z okresem wykonania malowidła, spotykanym także w malarstwie bizantyjskim.